# Neoleptoneta caliginosa
Espèce
Neoleptoneta caliginosa est une espèce d'araignées aranéomorphes de la famille des Leptonetidae.

## Distribution
Cette espèce est endémique d'Oaxaca au Mexique.

## Publication originale
- Brignoli, 1977 : Spiders from Mexico, III. A new leptonetid from Oaxaca (Araneae, Leptonetidae). Quaderna Accademia Nazionale dei Lincei, vol. 171, no 3, p. 213-218.